# 押水町
押水町（おしみずまち）は、石川県羽咋郡にあった町である。町の名称は町内の紺屋町地区にある押しの泉に由来する。金沢市への通勤率は18.3%（平成12年国勢調査）。
2005年（平成17年）3月1日に羽咋郡志雄町及び押水町を廃し、その区域をもって羽咋郡宝達志水町を設置する。

## 地理
石川県の中部、日本海に面していた。

## 歴史
- 1954年（昭和29年）11月3日 - 羽咋郡柏崎村、末森村、中荘村、北荘村及び北大海村を廃し、その区域をもって羽咋郡押水町を設置する。
- 1955年（昭和30年）10月1日 - 羽咋郡押水町字敷波及び字敷浪の区域を羽咋郡志雄町に編入する。
- 2005年（平成17年）3月1日 - 羽咋郡志雄町及び押水町を廃し、その区域をもって羽咋郡宝達志水町を設置する。

宝達山山麓の三ツ子塚古墳群がモーゼの墓であるという山根キクの主張を町おこしに利用し、伝説の森公園 モーゼパークを1993年にオープンした。

## 行政

### 町長
| 代 | 人 | 氏名     | 就任                       | 退任                       | 備考                       |
| -- | -- | -------- | -------------------------- | -------------------------- | -------------------------- |
|    |    | 村上外雄 | 1954年（昭和29年）11月3日  | 1954年（昭和29年）12月10日 | 町長職務執行者、旧中荘村長 |
| 1  | 1  | 干場忠平 | 1954年（昭和29年）12月11日 | 1958年（昭和33年）12月10日 |                            |
| 2  | 2  | 吉井吉松 | 1958年（昭和33年）12月11日 | 1962年（昭和37年）12月10日 |                            |
| 3  | 2  | 吉井吉松 | 1962年（昭和37年）12月11日 | 1966年（昭和41年）12月10日 |                            |
| 4  | 2  | 吉井吉松 | 1966年（昭和41年）12月11日 | 1970年（昭和45年）12月10日 |                            |
| 5  | 2  | 吉井吉松 | 1970年（昭和45年）12月11日 | 1974年（昭和49年）12月10日 |                            |
| 6  | 2  | 吉井吉松 | 1974年（昭和49年）12月11日 | 1978年（昭和53年）12月10日 |                            |
| 7  | 3  | 村上信雄 | 1978年（昭和53年）12月11日 | 1982年（昭和57年）12月10日 |                            |
| 8  | 4  | 勝二幸作 | 1982年（昭和57年）12月11日 | 1986年（昭和61年）12月10日 |                            |
| 9  | 4  | 勝二幸作 | 1986年（昭和61年）12月11日 | 1990年（平成2年）12月10日  |                            |
| 10 | 4  | 勝二幸作 | 1990年（平成2年）12月11日  | 1994年（平成6年）1月22日   | 在職中死去                 |
|    |    | 天田二郎 | 1994年（平成6年）1月22日   | 1994年（平成6年）3月5日    | 助役、町長職務執行者       |
| 11 | 5  | 中西一順 | 1994年（平成6年）3月6日    | 1998年（平成10年）3月5日   |                            |
| 12 | 5  | 中西一順 | 1998年（平成10年）3月6日   | 2002年（平成14年）3月5日   |                            |
| 13 | 5  | 中西一順 | 2002年（平成14年）3月6日   | 2005年（平成17年）2月28日  |                            |

- 町長 - 中西 一順（なかにし・かずよし）

## 教育
- 高等学校
  - 石川県立宝達高等学校
- 中学校
  - 押水町立押水中学校
- 小学校
  - 押水町立相見小学校
  - 押水町立宝達小学校
  - 押水町立第一小学校

## 交通

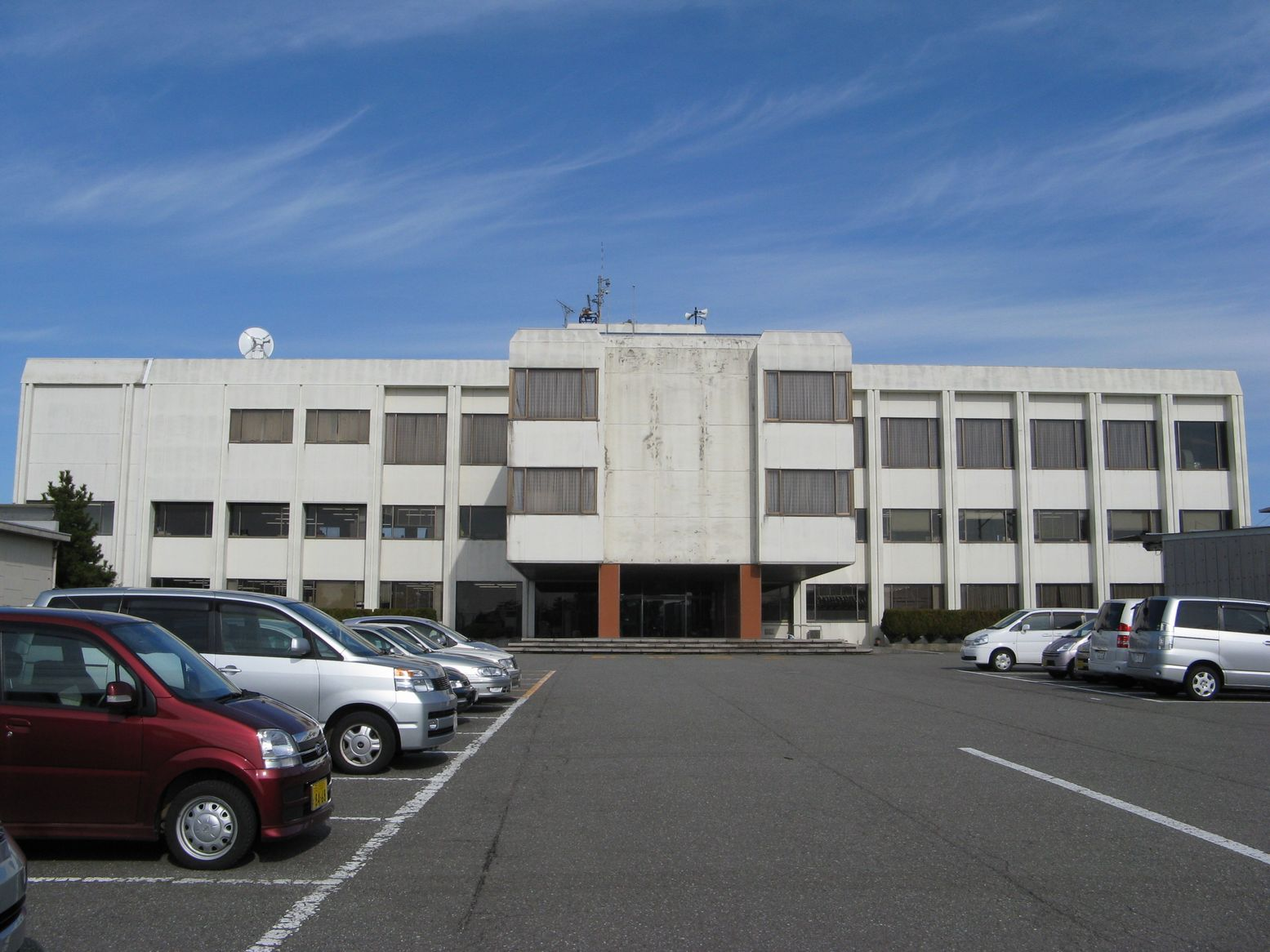
旧押水庁舎（旧押水町役場、2010年3月末で閉鎖）

### 鉄道路線
- 西日本旅客鉄道（JR西日本）
  - 七尾線：（かほく市） - 免田駅 - 宝達駅 - （志雄町）

### 道路
- 高速道路
  - 能登有料道路 米出IC - 今浜IC
- 一般国道
  - 国道159号
  - 国道249号
  - 国道471号
- 県道
  - 石川県道59号高松津幡線
  - 石川県道60号金沢田鶴浜線・能登海浜自転車道
  - 石川県道・富山県道75号押水福岡線
  - 石川県道229号宝達今浜線

## 押しの泉

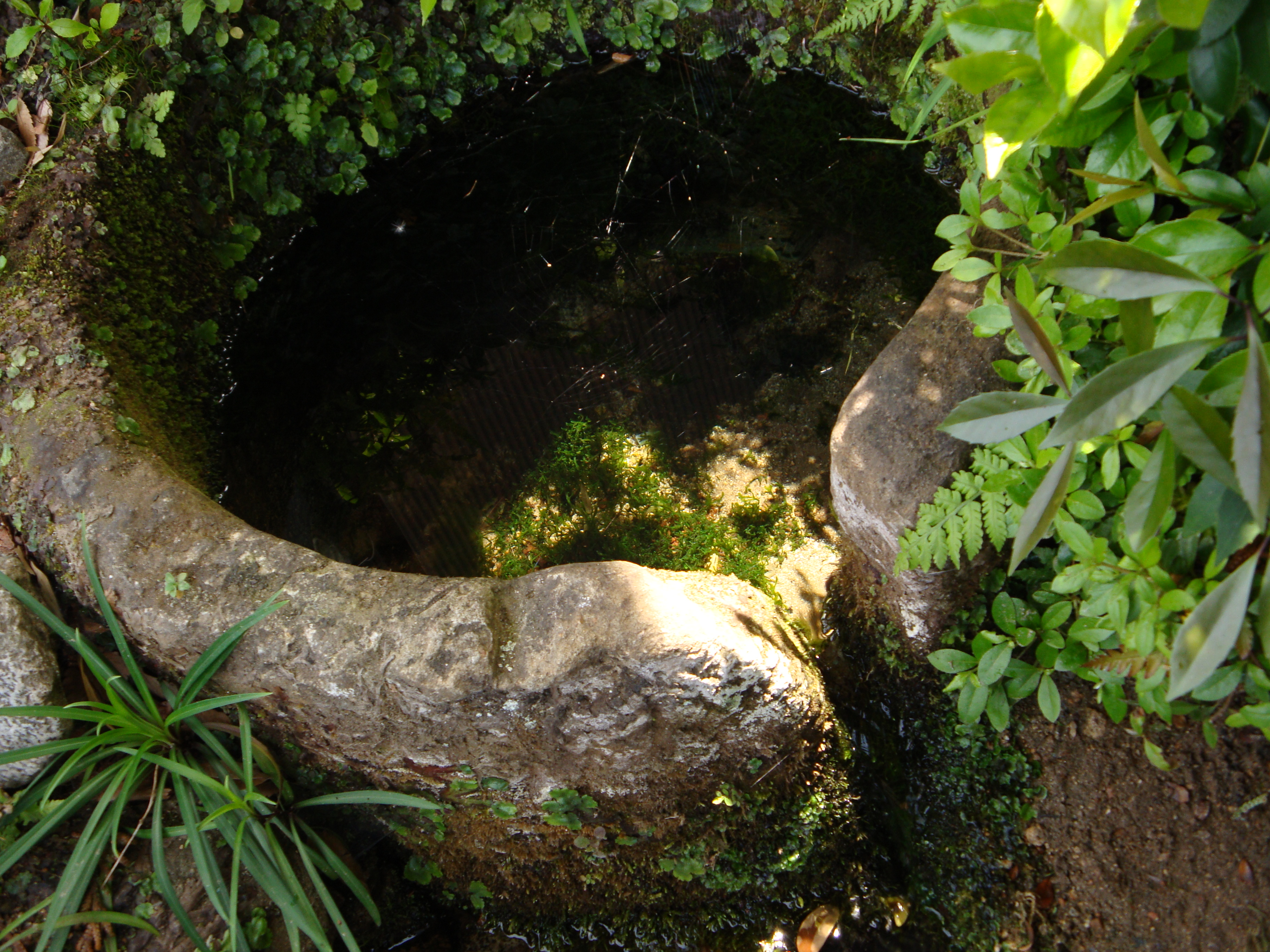
押しの泉

町内の紺屋町地区には町の名称の由来ともなった、押しの泉と呼ばれる湧水がある。古くから飲用等にも利用されてきた清澄な水である。この湧水の由来として、弘法大師がこの地を通った時に水を求めたところ、老婆が一杯の水を恵んでくれた。その礼として大師が杖で岩を押したところ美味な清水が湧き出たという、いわゆる弘法水伝説がある。